# Fabrik (Althaldensleben)

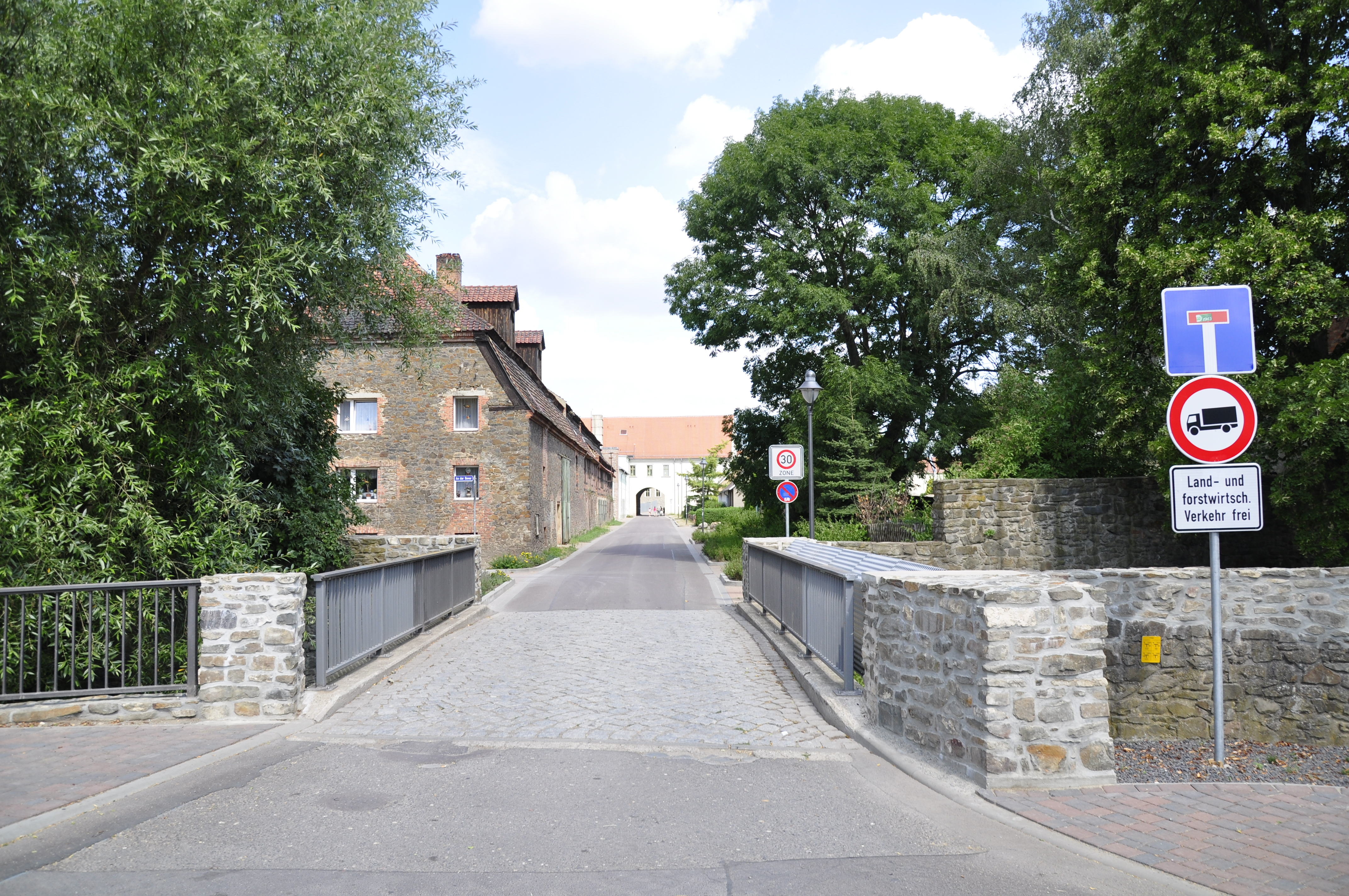
Blick von der Hundisburger Straße, die hier parallel zur Beber verläuft, auf das südliche Kopfteil der Fabrikanlage; Juli 2010

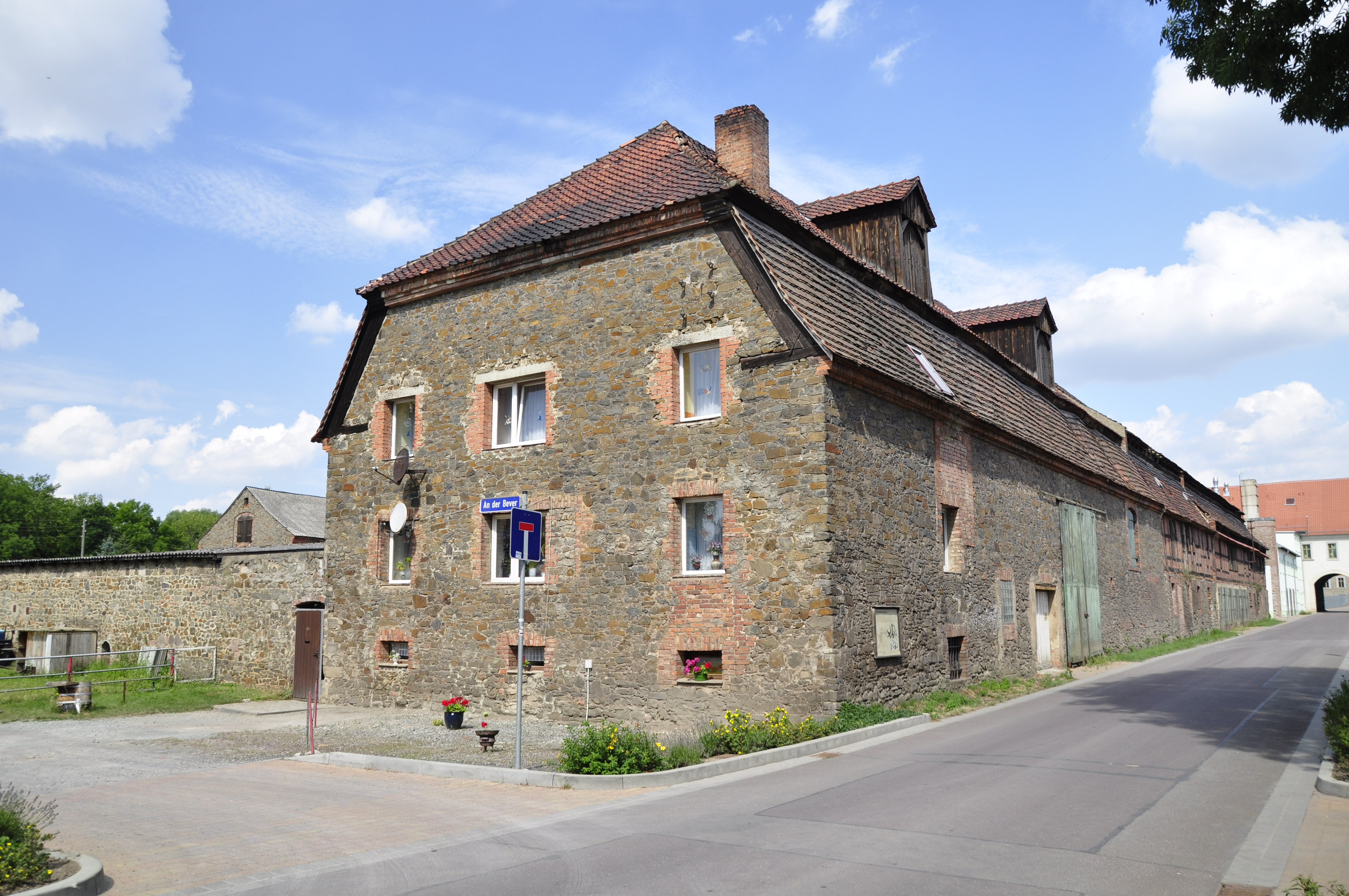
Der teilweise zu Wohnraum umgebaute vordere Südteil; Juli 2010

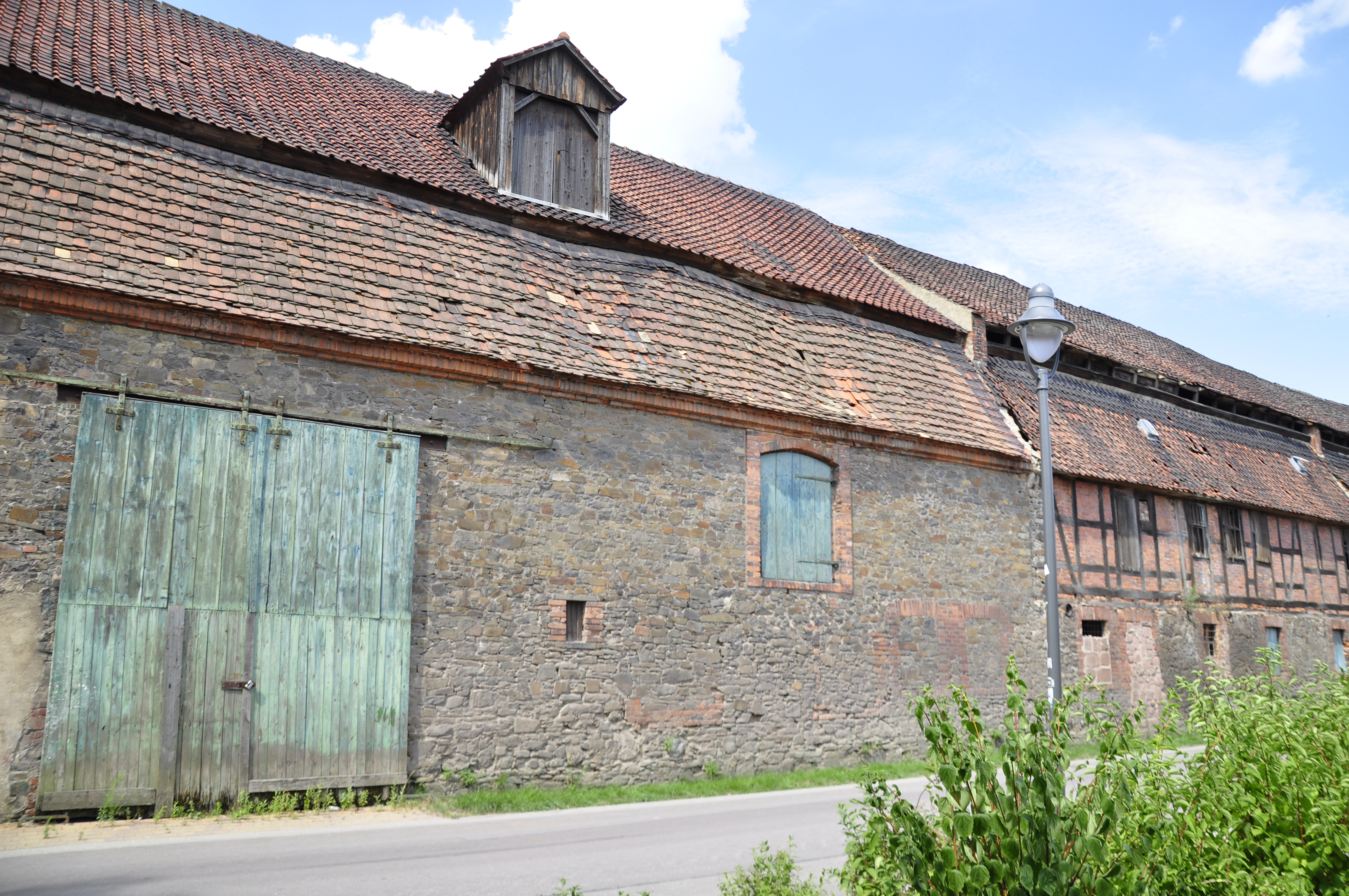
Bruchstein- und Fachwerkarchitektur; Juli 2010

Die Fabrik ist ein denkmalgeschütztes ehemaliges Fabrikgebäude im Ortsteil Althaldensleben der Stadt Haldensleben in Sachsen-Anhalt. Sie besteht aus zwei parallel liegenden Gebäuden, die in der ersten Hälfte des 19. Jahrhunderts als Produktionsstandort der Porzellanfabrik Nathusius dienten. Sie prägen das städtebauliche Erscheinungsbild von Althaldensleben und sind gleichzeitig frühe Zeugnisse der Industrialisierung der Börderegion.

## Lage
Das rund 100 Meter lange Hauptgebäude erstreckt sich entlang der Waldstraße (Hausnummern 20, 22 und 26) an der westlichen Straßenseite. Es liegt außerhalb des historischen Wirtschaftshofs des ehemaligen Klosters Althaldensleben und endet rund 40 Meter vor dessen südlicher Tordurchfahrt. Die Beber fließt rund 30 Meter südlich des Fabrikgebäudes.

## Geschichte
Die Anlage wurde nach 1810 für die Steingut- und Porzellanfabrikation von Johann Gottlob Nathusius errichtet. Nach Aufgabe der Keramik- und Porzellanproduktion wurden die Flächen zunächst zur Tabaktrocknung verwendet. Spätere Nutzungen beinhalteten die Lagerung von Getreide und der Betrieb einer Schrotmühle sowie eines Mastviehstalls.
Heute befinden sich die Gebäude in Privateigentum und stehen weitgehend leer. Es ist geplant, einen Teil des Komplexes zu einer Wohnanlage für Schüler der im früheren Kloster untergebrachten berufsbildenden Schulen umzubauen. Diese Nutzung soll zur Deckung der Kosten der Modernisierung und Instandsetzung im Sinne der Richtlinie zur Gewährung von Zuwendungen der Städtebauförderung gefördert werden.

## Architektur
Das Hauptgebäude ist ein langgestreckter zweigeschossiger Gebäudekomplex, der aufgrund seiner Kubatur und architektonischen Details barock anmutet. Das Erdgeschoss besteht aus Bruchstein, das Obergeschoss ist weitgehend in Fachwerk-Ziegelbauweise erstellt. Der etwa 35 Meter lange südliche Kopfbau wurde komplett aus Bruchstein errichtet. Das Mansarddach verfügt über Hechtgauben. Das parallel geführte, kürzere Nebengebäude besteht ebenfalls komplett aus Bruchstein. Hier befinden sich Reste eines Brunnenofens. An der zum Nebengebäude gewandten Seite des Hauptgebäudes befindet sich ein dachhoher Mittelrisalit.

## Denkmalschutz
Im örtlichen Denkmalverzeichnis ist die Fabrikanlage unter der Erfassungsnummer 094 84420 als Baudenkmal eingetragen. Der Gebäudekomplex wird für Althaldensleben als hervorragende geschichtliche und technisch-wirtschaftlich relevante Bebauung von überregionalem Denkmalwert eingeschätzt.